# Scotopteryx coarctata
Scotopteryx coarctata là một loài bướm đêm trong họ Geometridae.